# Pudong
Pudong (Chinees: 浦东; pinyin: Pǔdōng) officieel bekend onder de naam Pudong New Area (浦东新区, Pǔdōng Xīn Qū), is een district van Shanghai. Sinds de ontwikkelingen die begonnen in 1990 is Pudong uitgroeid tot een Chinees financieel en handelscentrum.
In 2009 werd Pudong uitgebreid door annexatie van het voormalig district Nanhui, voor 2001 Nanhui County. Daarmee behield Pudong niet enkel zijn status als grootste district van Shanghai in bewonersaantal, maar werd het ook veruit het grootste district van Shanghai in oppervlakte.

## Verkeer en vervoer
Luchthaven Shanghai Pudong ligt in Pudong en is het belangrijkste vliegveld van Shanghai. Het vliegveld werd in dienst genomen als de vervanging van Hongqiao, de vorige internationale luchthaven van Shanghai, gelegen ten westen van het stadscentrum. Shanghai Pudong nam daarbij alle internationale vluchten, inclusief die naar Hongkong en Macau, over van Hongqiao. De stad is vanaf het vliegveld bereikbaar met lijn 2 van de metro van Shanghai, de bus, taxi en met een magneetzweeftrein, de Maglev of Transrapid. Het traject van de Transrapid is 30 km lang en de maximale snelheid die wordt gehaald is 431 km/h.

## Gebouwen en infrastructuur
In 2008 begon de bouw van de Shanghai Tower in Pudong. Deze werken werden afgerond in 2015, waardoor het hoogste gebouw van China nu in Shanghai staat. Het gebouw telt 632 meter met mast en heeft 121 verdiepen aangevuld met 54 liften. Naast de Shanghai toren zijn er nog twee zeer hoge wolkenkrabbers, de Jin Mao Tower en het Shanghai World Financial Center.
De Oriental Pearl Tower is een 468 m hoge televisietoren in dienst genomen in 1995 met karakteristieke bollen waarin observatieniveaus, een winkelcentrum en restaurants te vinden zijn. In de toren is ook een klein hotel, Space Hotel, met twintig kamers tussen de twee grote bollen.
Pudong heeft een Holland Village.

## Geboren
- Ignatius Kung Pin-Mei (1901-2000), kardinaal van Shanghai

## Galerij

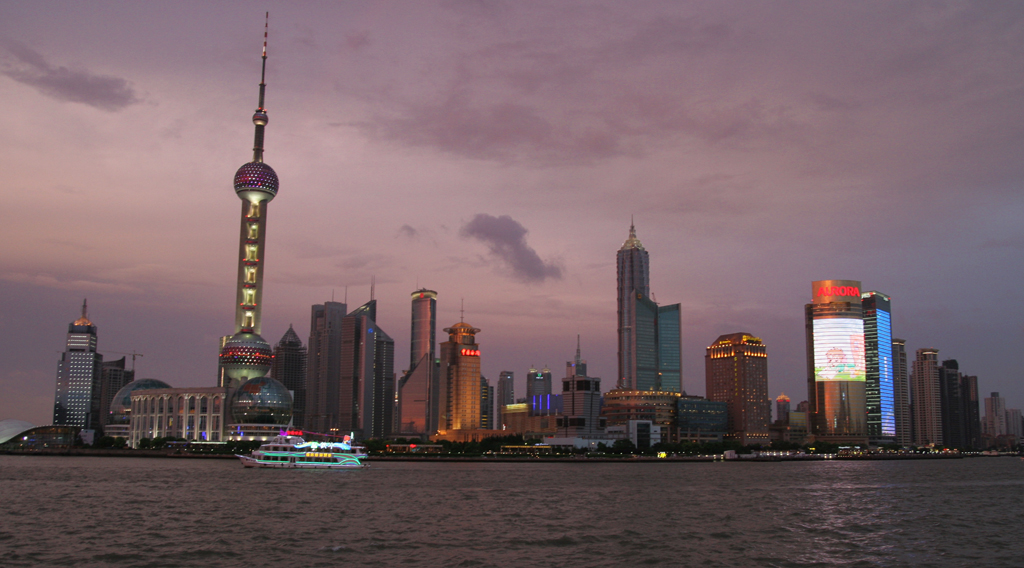
Pudong vanaf de Bund
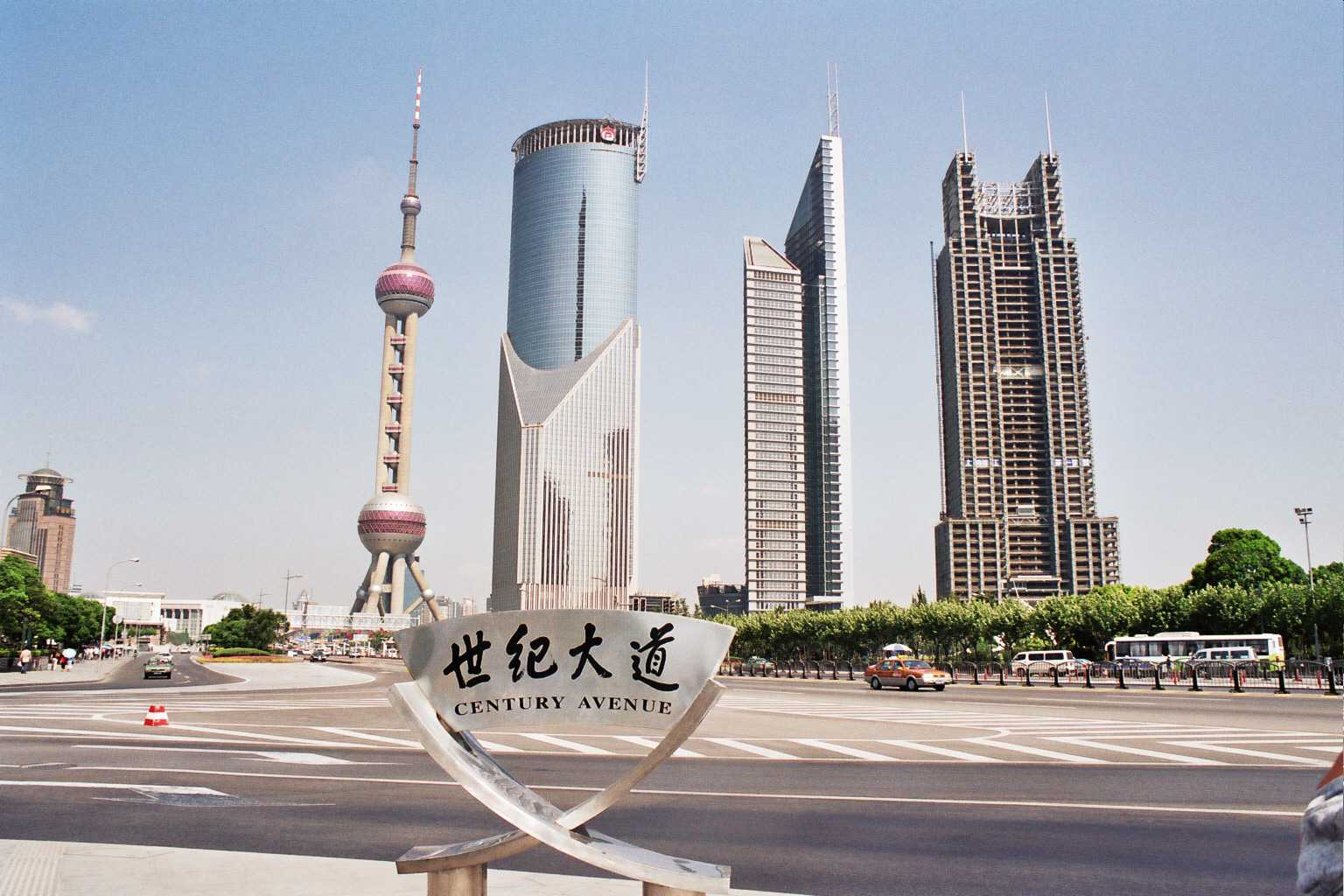
Wolkenkrabbers, bekeken vanaf Century Avenue
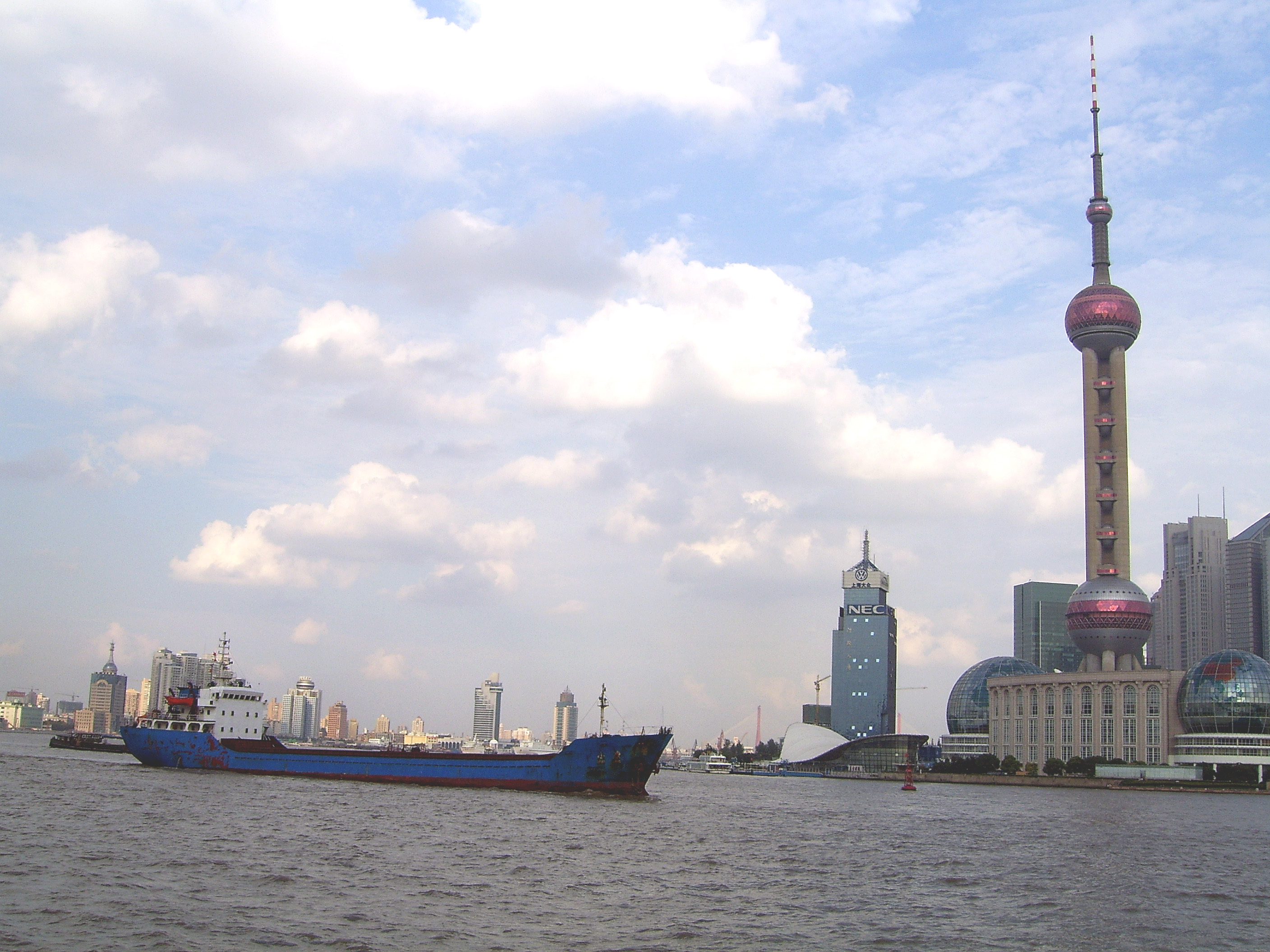
Pudong bekeken vanaf de rivier Huangpu Jiang
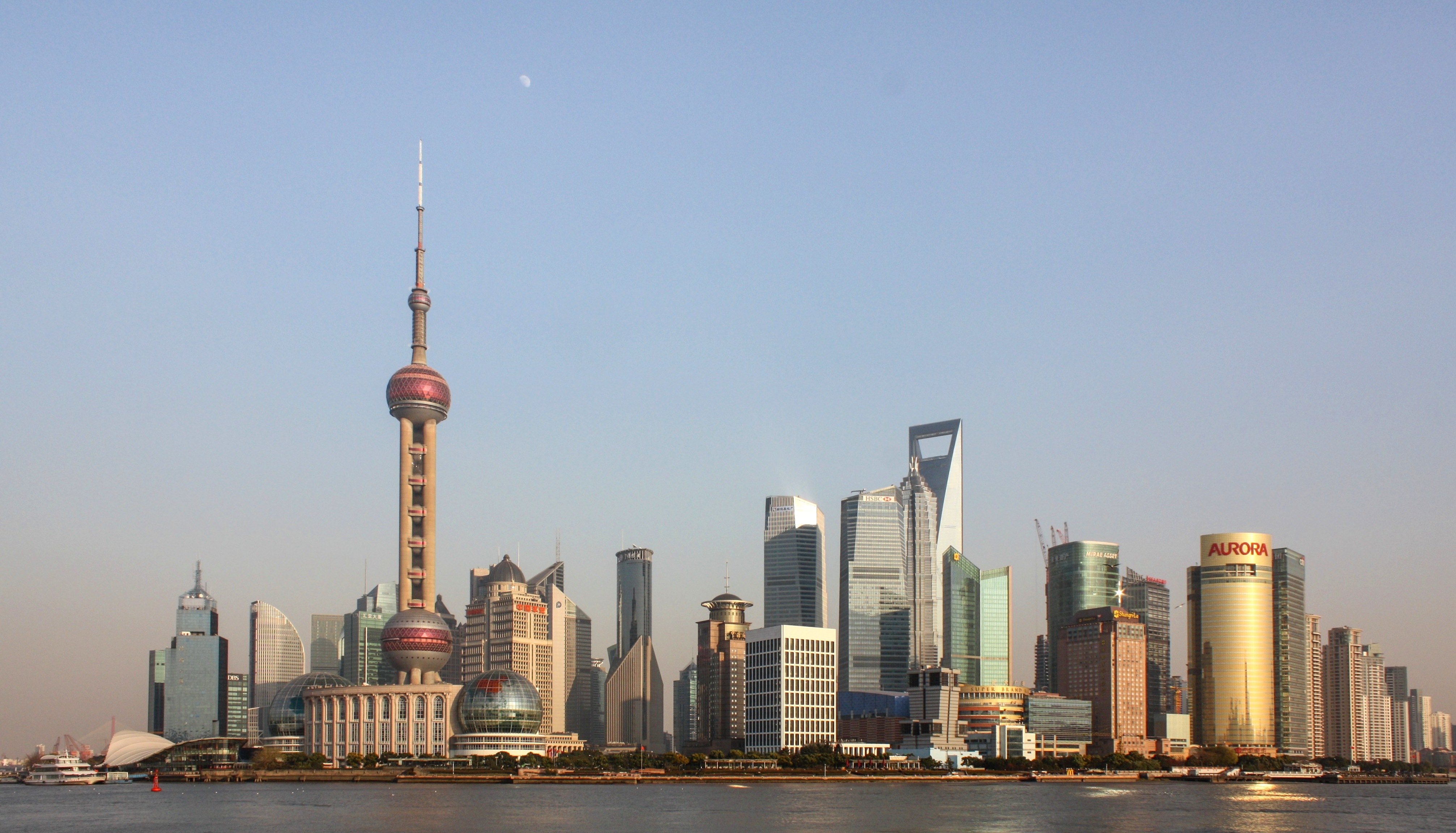
Een profiel van Pudong